# Aïda Hamdi
Aïda Hamdi (arabe : عائدة حمدي) est une haut fonctionnaire et femme politique tunisienne.
Elle est secrétaire d'État auprès du ministre des Affaires étrangères, de la Migration et des Tunisiens à l'étranger chargée de la Coopération internationale d'octobre 2021 à mars 2022.

## Biographie
Diplômée d'un master en management, stratégie et conseil de l'Institut des hautes études commerciales de Carthage ainsi que d'un master en coaching et accompagnement de la transformation des organisations de l'université Pars-Dauphine, elle est en outre diplômée de l'École nationale d'administration de France et de Tunisie. Elle est spécialisée dans la gestion et le pilotage de projets dans le secteur public. Elle a développé une expertise dans le domaine de la réforme de l'administration publique et de l'enseignement supérieur et de la recherche.
Elle est aussi secrétaire générale de la House of Finance et déléguée générale de la chaire Unesco femmes et science à l'université Paris-Dauphine. Elle est aussi experte auprès de la Banque mondiale et de Sigma/OCDE.
Le 11 octobre 2021, elle est nommée secrétaire d'État auprès du ministre des Affaires étrangères, de la Migration et des Tunisiens à l'étranger chargée de la Coopération internationale dans le gouvernement de Najla Bouden. Le 8 mars 2022, sa démission est acceptée par le président de la République.